# ESSM
RIM-162 ESSM（英語: Evolved Sea Sparrow Missile）は、シースパローの後継としてレイセオン社が開発した艦対空ミサイル。日本語では「発展型シースパロー」と呼ばれる。

## 概要
ミサイル本体はシー・スパローRIM-7Pを改良・AMRAAM世代の誘導装置でパッケージされ、前部の直径はシー・スパローと同じ8インチ（20cm）だが、後部の直径を10インチ（25cm）と大型化しており、レーザー点火装置を採用したMk.134固体推進薬ロケット・モーターを内蔵している。推進薬は2層になっており、発射機から打ち出す際には低排煙推進薬で艦載光学センサー類に悪影響を与えないように配慮されている。加速用には、アルミニウムを添加した推進薬により推力を増加させている。
ロケット・モーター後部は飛行制御部分となっており、外部に操舵翼を折りたたみ式に装着する。なおシースパローに存在した前翼は存在せず、その為全体の形状はシースパローよりもスタンダードミサイルに近い。最後部には推力偏向ノズルを装着、発射後ミサイルを目標方向に向けると投棄される。TVC（Thrust Vector Control 推力偏向制御）により、発射直後の低速時でも高い運動性能を有し、最大50Gの旋回が可能とされている。TVCはVLSから発射しないRIM-162Dでは装着されない。
Mk 41 VLSではMk 25キャニスターを使用した場合1セルあたり4発、Mk 48 VLSではDP-48（Composite Dual-Pack）キャニスターを使用した場合は1セルあたり2発ずつを収納可能としている。なお、Mk 48 VLSはDP-48キャニスター使用時にはMk 56 VLSと呼ばれることもある。
最終段階の誘導はシースパロー同様に艦艇に搭載されているイルミネーター（火器管制レーダー）からのレーダー波照射によるセミアクティブ・レーダー・ホーミング（SARH）だが、中間段階では搭載する慣性航法装置（INS）および射撃指揮装置との無線リンクによる指令照準線非一致（COLOS）誘導による自律飛行も可能で、最大3目標に同時対処可能となった。

（通常、防空艦ではイルミネーターの数で同時対処能力が決定される。）
- ターター系列搭載艦例：たちかぜ型護衛艦相当では指揮装置・イルミネータ1基で応急発射1を含めて最大3目標対処。
- イージス系列搭載艦例：こんごう型護衛艦相当ではイルミネータ3基それぞれに同時対処 4目標以上と目されるので最低でも12目標対処。

以上から最近就役しつつあるESSM防空艦ではイルミネーターにICWI（間欠連続波照射）機能を備え、最低6目標同時対処が実現されるものと思われる。
日本ではひゅうが型護衛艦での採用を皮切りにあきづき型護衛艦以降の汎用護衛艦にシースパローの後継として搭載されている。またむらさめ型・たかなみ型護衛艦も改修によりESSMに対応した。一方でターター艦・イージス艦の艦対空ミサイルは射程の長いスタンダードミサイルで統一されており、日本のミサイル護衛艦（DDG）へのシースパローやESSMの採用予定はない。
2018年現在、改良型であるBlock 2が開発中である。レーダがアクティブ/セミアクティブ 両対応の(Xバンド)レーダに置き換えられ、終末誘導のアクティブ化に対応し、これにより前部の直径も10インチとなる。そのほか誘導部はAIM-120C-7と共通化され、中間誘導はデュアルバンドレシーバの採用によりSバンドとXバンドの両方に対応する。

## 各型
RIM-162A
双方向リンクをサポート VLS Mk.41用
RIM-162B
アップリンクのみ VLS Mk.41用
RIM-162C
アップリンクのみ VLS Mk.48用
RIM-162D
アップリンクのみ Mk.29用

## 採用国
- オーストラリア
- ベルギー
- カナダ
- チリ
- デンマーク
- フィンランド
- ドイツ
- ギリシャ
- 日本

- オランダ
- ノルウェー
- メキシコ
- ポルトガル
- スペイン
- タイ
- トルコ
- アラブ首長国連邦
- アメリカ合衆国

## 登場作品

### 小説
『日本有事「鎮西2019」作戦発動!』
あきづき型護衛艦「てるづき」に搭載されたものが、中国軍の航空機が発射した対艦ミサイルと、その母機に対して使用される。
『ルーントルーパーズ　自衛隊漂流戦記』
異世界へ飛ばされた架空のイージス護衛艦「いぶき」の搭載兵器として登場。襲来する竜騎士や魔法攻撃の迎撃に使用される。

### その他
『ウェポン・フロントライン 海上自衛隊 イージス 日本を護る最強の盾』
海上自衛隊の全面協力で、あきづき型護衛艦「てるづき」に搭載された実物の発射シーンが映されている。